# İskender Alın
İskender Alın (* 28. Februar 1984 in Istanbul) ist ein türkischer Fußballspieler, der derzeit für Kastamonuspor 1966 spielt.

## Karriere
İskender Alın begann mit dem Vereinsfußball in der Jugend von Paşabahçe Istanbul und spielte anschließend in den Jugendmannschaften von Yozgatspor, İstanbulspor und Fenerbahçe Istanbul. Im Sommer 2004 wechselte er als Profispieler zum Viertligisten Bakırköyspor. Hier absolvierte er bis zum Ende der Spielzeit 2011/12 14 Viertligaspiele für die Profis. Bereits nach zwei Spielzeiten verließ er Bakırköyspor und wechselte zum Stadtrivalen und Zweitligisten Kartalspor. Bei dem als Talentschmiede bekannten Verein, der solche späteren Stars wie Volkan Demirel, Servet Çetin, Hayrettin Yerlikaya, Olcan Adın, Egemen Korkmaz, Burak Akdiş und Yaser Yıldız hervorbrachte, und entwickelte sich Alın zu einem der erfolgreichsten Torjäger der TFF 1. Lig.
Zim Frühjahr 2009 wechselte er zum Erstligisten Istanbul Büyükşehir Belediyespor. Hier etablierte er sich sofort als Stammspieler. Besonders in der Saison 2009/10 war er mit zehn Treffern bei 27 Ligabegegnungen einer der erfolgreichen Spieler seines Teams. Im Juli 2011 wurde er im Rahmen des Spielemanipulationsskandals, das den türkischen Fußball erschütterte, zusammen mit seinem Teamkollegen İbrahim Akın festgenommen. Wenig später wurden die laufenden Verträge beider Spieler einseitig vom Verein aufgelöst. Im Dezember 2011 wurde er auf Bewährung entlassen. Bereits im Frühjahr 2012 einigte er sich erneut mit seinem alten Verein Istanbul BB.
Nach dem zweiten Spieltag der Saison 2012/13 wurde sein Wechsel zum Zweitligisten Boluspor bekanntgegeben. Zur Saison 2014/5 wechselte Alın innerhalb der TFF 1. Lig zu Bucaspor.
Im Sommer 2015 wechselte er zum Zweitligisten Yeni Malatyaspor. Eine halbe Saison später zog er innerhalb der Liga zu Gaziantep Büyükşehir Belediyespor weiter. Zur Rückrunde der Saison 2016/17 wurde er vom Drittligisten Kastamonuspor 1966 angeheuert.